# Lebiasina chucuriensis
Lebiasina chucuriensis és una espècie de peix de la família dels lebiasínids i de l'ordre dels caraciformes.

## Morfologia
- Els mascles poden assolir 14,8 cm de longitud total.[4][5]

## Hàbitat
És un peix d'aigua dolça i de clima tropical.

## Distribució geogràfica
Es troba a Sud-amèrica: nord de Colòmbia (entre el riu Magdalena i els Andes).